# Bruno Lage
Bruno Miguel Silva do Nascimento, meglio conosciuto come Bruno Lage (Setúbal, 12 maggio 1976), è un allenatore di calcio ed ex calciatore portoghese, di ruolo centrocampista, tecnico del Benfica.

## Carriera

### Club

#### Gli esordi
Nato a Setúbal, Bruno Lage ha iniziato la sua carriera da allenatore nel settore giovanile della squadra della sua città natale, il Vitória Setúbal.
Tra il 2015 e il 2018 è stato l'assistente tecnico del connazionale Carlos Carvalhal allo Sheffield Weds e allo Swansea City, squadre militanti in Football League Championship (seconda divisione del calcio inglese).

#### Benfica
Il 2 luglio 2018 ha ottenuto il suo primo incarico nel calcio professionistico, diventando allenatore del Benfica B, squadra militante in Segunda Liga (seconda divisione del calcio portoghese).
Il 3 gennaio 2019 è diventato tecnico della prima squadra del Benfica in seguito all'esonero di Rui Vitória, con la compagine di Lisbona ferma al quarto posto in classifica; grazie ad una serie di risultati positivi, Lage ha condotto le Águias alla vittoria del campionato portoghese con ottantasette punti.
Il 4 agosto 2019 ha conquistato la Supercoppa portoghese battendo lo Sporting Lisbona con un perentorio 5-0. Il 29 giugno 2020 si è dimesso dopo cinque partite consecutive senza vittorie.

#### Wolverhampton
Il 9 giugno 2021 è stato ingaggiato dagli inglesi del Wolverhampton, prendendo il posto del connazionale Nuno Espírito Santo. Dopo un decimo posto alla prima stagione sulla panchina dei Wolves, la stagione seguente inizia male, tant'è che il 2 ottobre 2022 con la squadra in zona retrocessione, viene esonerato.

#### Ritorno al Benfica
Il 5 settembre 2024 ritorna sulla panchina del Benfica, subentrando all'esonerato Roger Schmidt, sottoscrivendo un contratto biennale valido fino al 30 giugno 2026.

## Statistiche
Statistiche aggiornate al 17 giugno 2025. In grassetto le competizioni vinte.
| Stagione             | Squadra              | Campionato           | Campionato | Campionato | Campionato | Campionato | Coppe nazionali | Coppe nazionali | Coppe nazionali | Coppe nazionali | Coppe nazionali | Coppe continentali | Coppe continentali | Coppe continentali | Coppe continentali | Coppe continentali | Altre coppe | Altre coppe | Altre coppe | Altre coppe | Altre coppe | Totale | Totale | Totale | Totale | % Vittorie | Piazzamento |
| Stagione             | Squadra              | Comp                 | G          | V          | N          | P          | Comp            | G               | V               | N               | P               | Comp               | G                  | V                  | N                  | P                  | Comp        | G           | V           | N           | P           | G      | V      | N      | P      | %          | Piazzamento |
| -------------------- | -------------------- | -------------------- | ---------- | ---------- | ---------- | ---------- | --------------- | --------------- | --------------- | --------------- | --------------- | ------------------ | ------------------ | ------------------ | ------------------ | ------------------ | ----------- | ----------- | ----------- | ----------- | ----------- | ------ | ------ | ------ | ------ | ---------- | ----------- |
| 2018-gen. 2019       | Benfica B            | SL                   | 15         | 8          | 3          | 4          | -               | -               | -               | -               | -               | -                  | -                  | -                  | -                  | -                  | -           | -           | -           | -           | -           | 15     | 8      | 3      | 4      | 53,33      | [ 7 ]       |
| gen.-giu. 2019       | Benfica              | PL                   | 19         | 18         | 1          | 0          | CP+CdL          | 3+1             | 2+0             | 0+0             | 1+1             | UCL+UEL            | 0+6                | 3                  | 1                  | 2                  | -           | -           | -           | -           | -           | 29     | 23     | 2      | 4      | 79,31      | Sub. 1º     |
| 2019-giu. 2020       | Benfica              | PL                   | 29         | 20         | 4          | 5          | CP+CdL          | 6+3             | 5+0             | 1+3             | 0+0             | UCL+UEL            | 6+2                | 2+0                | 1+1                | 3+1                | SP          | 1           | 1           | 0           | 0           | 47     | 28     | 10     | 9      | 59,57      | Dimis.      |
| 2021-2022            | Wolverhampton        | PL                   | 38         | 15         | 6          | 17         | FACup+CdL       | 2+2             | 1+1             | 0+1             | 1+0             | -                  | -                  | -                  | -                  | -                  | -           | -           | -           | -           | -           | 42     | 17     | 7      | 18     | 40,48      | 10º         |
| lug.-ott. 2022       | Wolverhampton        | PL                   | 8          | 1          | 3          | 4          | FACup+CdL       | 0+1             | 0+1             | 0               | 0               | -                  | -                  | -                  | -                  | -                  | -           | -           | -           | -           | -           | 9      | 2      | 3      | 4      | 22,22      | Eson.       |
| Totale Wolverhampton | Totale Wolverhampton | Totale Wolverhampton | 46         | 16         | 9          | 21         |                 | 5               | 3               | 1               | 1               |                    | -                  | -                  | -                  | -                  |             | -           | -           | -           | -           | 51     | 19     | 10     | 22     | 37,25      |             |
| lug.-ott. 2023       | Botafogo             | A                    | 10         | 3          | 4          | 3          | CB              | 0               | 0               | 0               | 0               | CS                 | 5                  | 1                  | 3                  | 1                  | -           | -           | -           | -           | -           | 15     | 4      | 7      | 4      | 26,67      | Sub, Eson   |
| set. 2024-2025       | Benfica              | PL                   | 30         | 23         | 4          | 3          | CP+CdL          | 7+3             | 6+3             | 1+0             | 0+0             | UCL                | 12                 | 5                  | 2                  | 5                  | Cmc         | 4           | 2           | 1           | 1           | 56     | 39     | 8      | 9      | 69,64      | Sub., 2º    |
| Totale Benfica       | Totale Benfica       | Totale Benfica       | 78         | 61         | 9          | 8          |                 | 23              | 16              | 5               | 2               |                    | 26                 | 10                 | 5                  | 11                 |             | 5           | 3           | 1           | 1           | 132    | 90     | 20     | 22     | 68,18      |             |
| Totale carriera      | Totale carriera      | Totale carriera      | 149        | 88         | 25         | 36         |                 | 28              | 19              | 6               | 3               |                    | 31                 | 11                 | 8                  | 12                 |             | 5           | 3           | 1           | 1           | 213    | 121    | 40     | 52     | 56,81      |             |

## Palmarès
- Campionato portoghese: 1

Benfica: 2018-2019
- Supercoppa di Portogallo: 2

Benfica: 2019, 2025
- Coppa di Lega portoghese: 1

Benfica: 2024-2025